# المسرح الواقعي

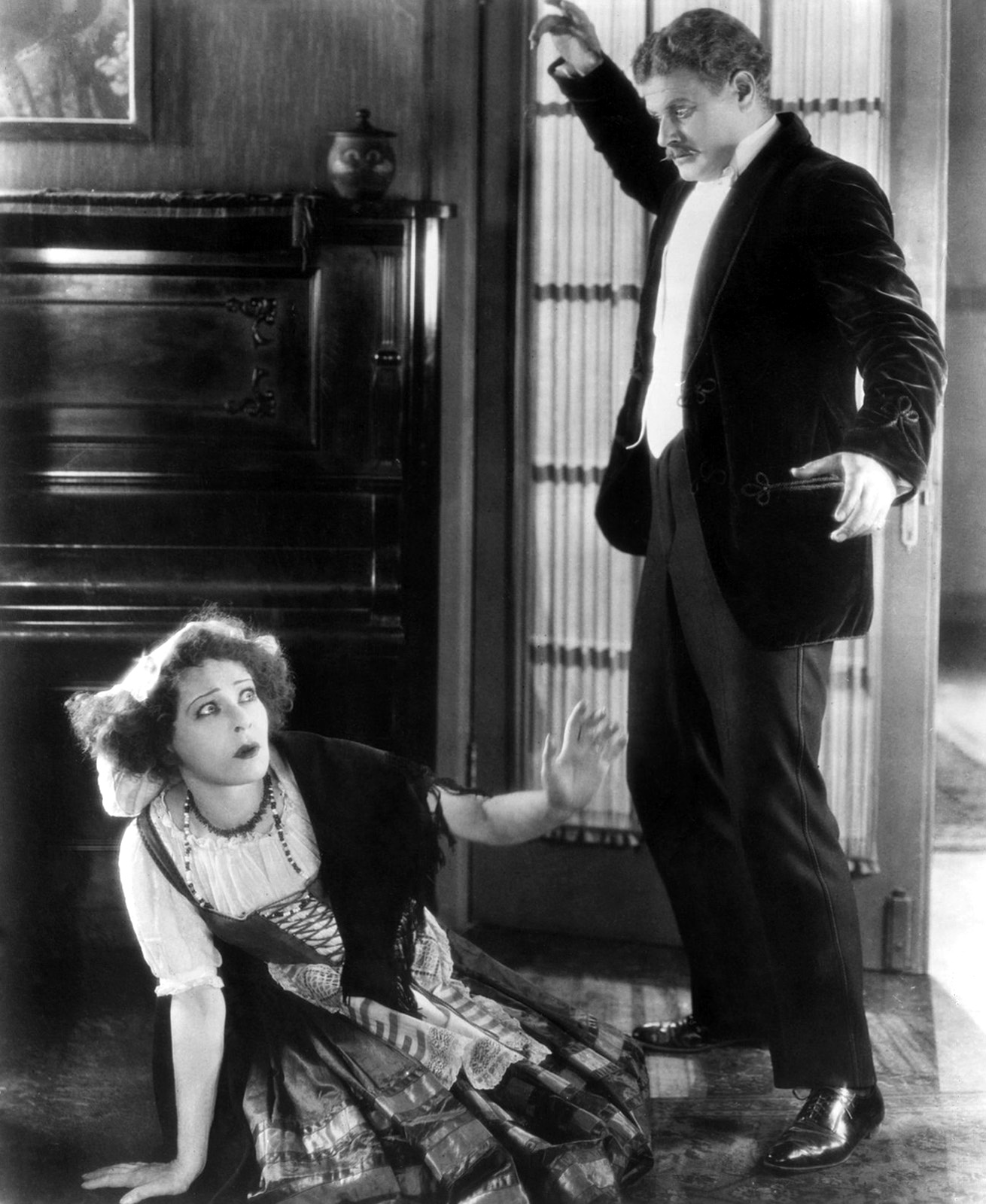
مشهد من الفيلم الصامت (بيت الدمية) بعام 1922. الفيلم مبني على مسرحية شهيرة تحمل نفس العنوان للكاتب هنريك إبسن، ويعد إبسن أحد أهم مؤسسي المسرح الواقعي.

المسرح الواقعي هو حركة أدبية بدأت في المسرح خلال سبعينات القرن التاسع عشر وظلت مستمرة حتى القرن العشرين. وقد طورت مجموعة من التقاليد المسرحية والدرامية بهدف إضافة المزيد من الواقعية إلى النص والأداء المسرحي. وتعد هذه الحركة جزءًا من حركة فنية واسعة تشمل نزعة طبيعية وواقعية اشتراكية.

## تاريخ
كان اليكسي بيسميسكي، بجانب ليو تولستوي في كتابة (قوة الظلام) بعام 1886، أول من بدأ بتقليد الواقع النفسي في المسرح الروسي. وأحتاج هذا الأمر إلى نوع جديد من التمثيل قادراً على نقل ومحاكاة التعابير والانفعالات الموجودة في الحياة الواقعية اليومية ليحل محل التمثيل الخطابي الذي كان مهيمناً على الأداء في المسرحيات التقليدية. وقد تم توفير هذا النوع الحديث من التمثيل في مسرح موسكو للفنون والذي أسسه قسطنطين ستانيسلافسكي وفلاديمير نيميروفيتش-دانشينكو. فبينما كان إنتاج مسرحية (النورس) لأنطون شيخوف بطريقة تقليدية لم يحقق نجاحاً إلا أن أسلوب إخراج مسرح موسكو للفنون لنفس المسرحية ولكن بطريقة واقعية حقق نجاحاً فورياً للمسرحية وللكاتب. وكان التطور المنطقي في المسرح يهدف إلى الثورة ضد الحيل المسرحية التقليدية والتوجه نحو النزعة الطبيعية، وقد ساعد ستانيسافسكي هذه الحركة لتحقق اعترافاً دولياً وخاصة بعد إنتاج مسرحية (العمق الأسفل) من كتابة ماكسيم غوركي. وقد أثر إنتاج مسرح موسكو للفنون لمسرحيات شيخوف مثل: العم فانيا وبستان الكرز في أعمال ماكسيم غوركي وميخائيل بولجاكوف. كما استمر ستانيسلافسكي في تطوير نظامه المتمثل في تدريب الممثلين ليتلاءموا تماماً مع الواقع النفسي.
ترتبط الواقعية في القرن التاسع عشر ارتباطاً وثيقاً بتطور الدراما الحديثة كما شرحها مارتن هاريسون: «عادة ما يقال انها بدأت في أوائل سبعينات القرن التاسع عشر» من عمل «الفترة المتوسطة» للكاتب المسرحي النرويجي هنريك إبسن، وقد كانت مسرحيته الواقعية لها أثر كبير على النثر.
وأما في الأوبرا، فإن موسيقى الفيرازمو تشير إلى التقاليد الإيطالية ما بعد الرومانتيكية والتي تسعى إلى دمج نزاعات إميل زولا الطبيعية مع هنريك إبسن. وقد اشتملت على تصوير واقعي -أحياناً دنيء أو عنيف- للحياة اليومية المعاصرة، وخاصه حياه الطبقات الاجتماعية الدنيا.

## سمات المسرح الواقعي
مستمد من الواقع بعيد عن الخيال والتاريخ، وإن وجد في النص المسرحي الواقعي خيالًا أو أحداثًا تاريخية فهذا ضمن الإطار الخارجي للمسرحية، بمعنى أنه يصب في خدمة موضوع المسرحية التي تعبر عن واقع مؤلفها ومجتمعه. مثلًا: في أدبنا العربي تُعتبر مسرحية "مأساة الحلاج" للشاعر صلاح عبد الصبور واقعية في إطار تاريخي، بمعنى أن عبد الصبور عبر من خلال شخصية الحلاج (المتصوف والفيلسوف الشهير) عن حال المفكر والمثقف العربي المعاصر واشتباكه مع السلطة.
يرفض أمرين: المبالغة في مشاعر الحزن لاسيما في الحب، والمبالغة في تصوير الواقع وإظهاره مثاليًا. وإننا نجد هذين الأمرين من سمات المذهب الرومانسي الذي حاربته الواقعية، بل كان تبلورها ردة فعل عليه.
التزام الأديب بقول الحقيقة دائمًا، وعليه التحرر التام من تقاليد المجتمع والسلطة، والتمرد على الآداب القديمة التي لا تلائم واقعه. هذه أهم سمات الواقعية، فهي تحاكي الواقع وبالتالي تنقد السلطة وترفضها، فلو تأملنا حياة أدباء الواقعية نجدهم في اصطدام دائم مع السلطة في سبيل قول الحقيقة. سواء السلطة السياسية أو المؤسسة الدنية أو سلطة التقاليد الاجتماعية البالية.
تجرد الأديب تمامًا من عواطفه الشخصية وأفكاره فلا يُظهر انحيازه لقضية معينة، فالمسرح الجيد هو الذي لا يُظهر شخصية مؤلفه. وذلك مثله مثل العالم في المختبر، أو القاضي في انصاف المتخاصمين. ويحاول فلوبير تدعيم هذه الدعوة: "إن هذا الإلهام لا يأتي من تلقاء نفسه ولكن نحن من يُهيئ له الفرص."